# Kiemenfüßer
Die Kiemenfüßer (Anostraca) stellen eine Ordnung innerhalb der Krebstiere dar. Weltweit sind aus dieser Gruppe fast 400 Arten beschrieben, die vornehmlich in Reliktlebensräumen wie Salzseen, Austrocknungsgewässern oder Polargewässern zu finden sind. Bekannte Arten sind der Salinenkrebs (Artemia salina) aus Binnensalzseen, Tanymastix stagnalis aus Tümpeln nur im Sommer und der Feenkrebs (Eubranchipus (Siphonophanes) grubii) aus Schmelzwasser- und Auentümpeln ausschließlich im Frühjahr.

## Bau der Kiemenfüßer
Die Kiemenfüßer erreichen eine Körperlänge von etwa 15 bis 30 Millimetern, die größten Arten können maximal 10 Zentimeter lang werden. Der Körper ist gestreckt und besteht neben dem Kopf aus einem Vorderkörper (Thorax), der die Blattbeine trägt, sowie einem extremitätenlosen Hinterleib (Pleon). Das letzte Segment (Telson) endet in zwei langen Schwanzanhängen, die eine Furca bilden.

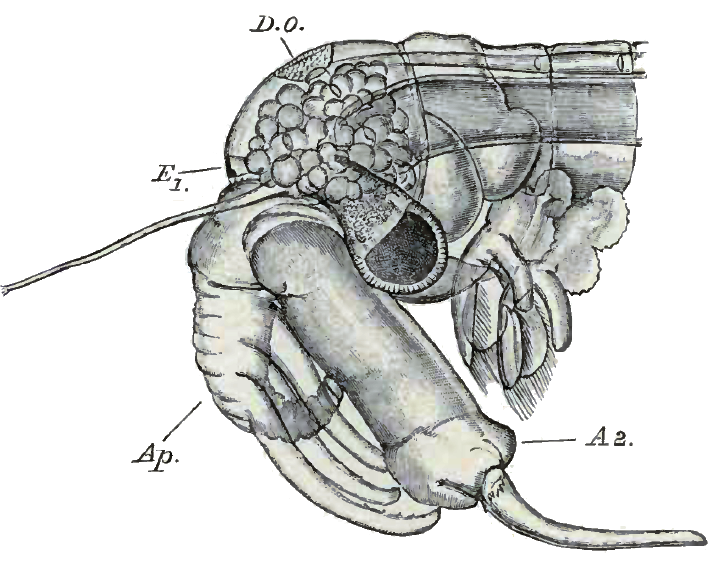
Seitenansicht des Kopfes von Chirocephalus diaphanus (Männchen)
A2. Zweite Antenne
Ap. Geweihartiger Fortsatz
E1. mittleres Auge
D.O. Rückenorgan

Der Kopf der Tiere ist relativ kurz und trägt nur einen sehr unauffälligen Kopfschild, da der Rand desselben nicht zu erkennen ist. Die 1. Antenne ist röhrenförmig und ungegliedert. Auch die 2. Antennen (A2) sind ungegliedert und bei den Geschlechtern unterschiedlich aufgebaut (Sexualdimorphismus). Bei den Männchen bilden sie eine große Zange, die bei der Kopulation zum Festhalten des Weibchens dient. An der Basis der 2. Antenne entspringt außerdem ein geweihartiger Fortsatz (Ap), dessen Funktion bislang nicht geklärt werden konnte. Bei den Weibchen ist die 2. Antenne normal entwickelt und kurz. Die Mandibel trägt keinen beinartigen Anhang (Palpus), die 2. Maxille ist nur sehr klein ausgebildet.
Die 11 Beinpaare des Thorax (bei einigen Arten auch 17 oder 19) sind blattartig und flach. Sie sind nicht durch Gelenke gegliedert und bestehen aus einem Basisteil (Protopodit), an dem im Wesentlichen die Schwimmäste sowie mehrere kleinere, blattartige Erweiterungen (Endite und Exite) ansetzen. Auch der äußere Beinast (Exopodit) ist flach und blattartig, der innere Ast ist mit der Basis verschmolzen. Zwischen den beiden Beinreihen bildet sich eine Nahrungsrinne. Der Schlag der Beine ist immer metachron, das heißt, er wandert wellenartig von einem Bein zum anderen, beginnend mit dem letzten Beinpaar. Dadurch können sich Partikel zwischen den Beinbasen fangen und werden durch Borsten an den Enditen ausgefiltert und in eine zentrale Rinne gefegt und durch den sich bildenden Unterdruck nach vorn gesaugt. Dadurch und durch die Bewegung der Beine gelangen diese Partikel dann in den Mundraum. Auf diese Weise werden Nahrungsaufnahme und Fortbewegung gekoppelt, ähnlich wie bei den Cephalocarida und den Krallenschwänzen.

## Fortpflanzung und Entwicklung
Die Kiemenfüßer sind getrenntgeschlechtlich. Dabei besitzen die Weibchen einen deutlich hervorstehenden Eisack an der Bauchseite der letzten Thoraxsegmente (Segmente 12 und 13). Die Männchen besitzen paarige Penisse am 12. Segment sowie die bereits erwähnte 2. Antenne, die zu einem Greiforgan umgewandelt ist. Zur Kopulation ergreift das Männchen ein Weibchen von unten mit der 2. Antenne und führt seine Penisse in die Geschlechtsöffnung des Weibchens ein.
Die Eier der Kiemenfüßer sind trockenresistent und können teilweise Jahre ohne Feuchtigkeit überdauern (schlupffähige Artemia salina-Eier sind beispielsweise im Aquarienhandel erhältlich). Dabei bilden die Embryonen Cysten („encystierte Gastrulakeim“) aus, die außerordentlich unempfindlich sind gegen starke Hitze, Strahlung sowie verschiedene Lösungsmittel. Aus den Eiern schlüpfen Nauplius-Larven, die über mehrere Häutungen die Gesamt-Segmentzahl sowie alle anderen Adultmerkmale ausbilden.

## Systematik der Kiemenfüßer

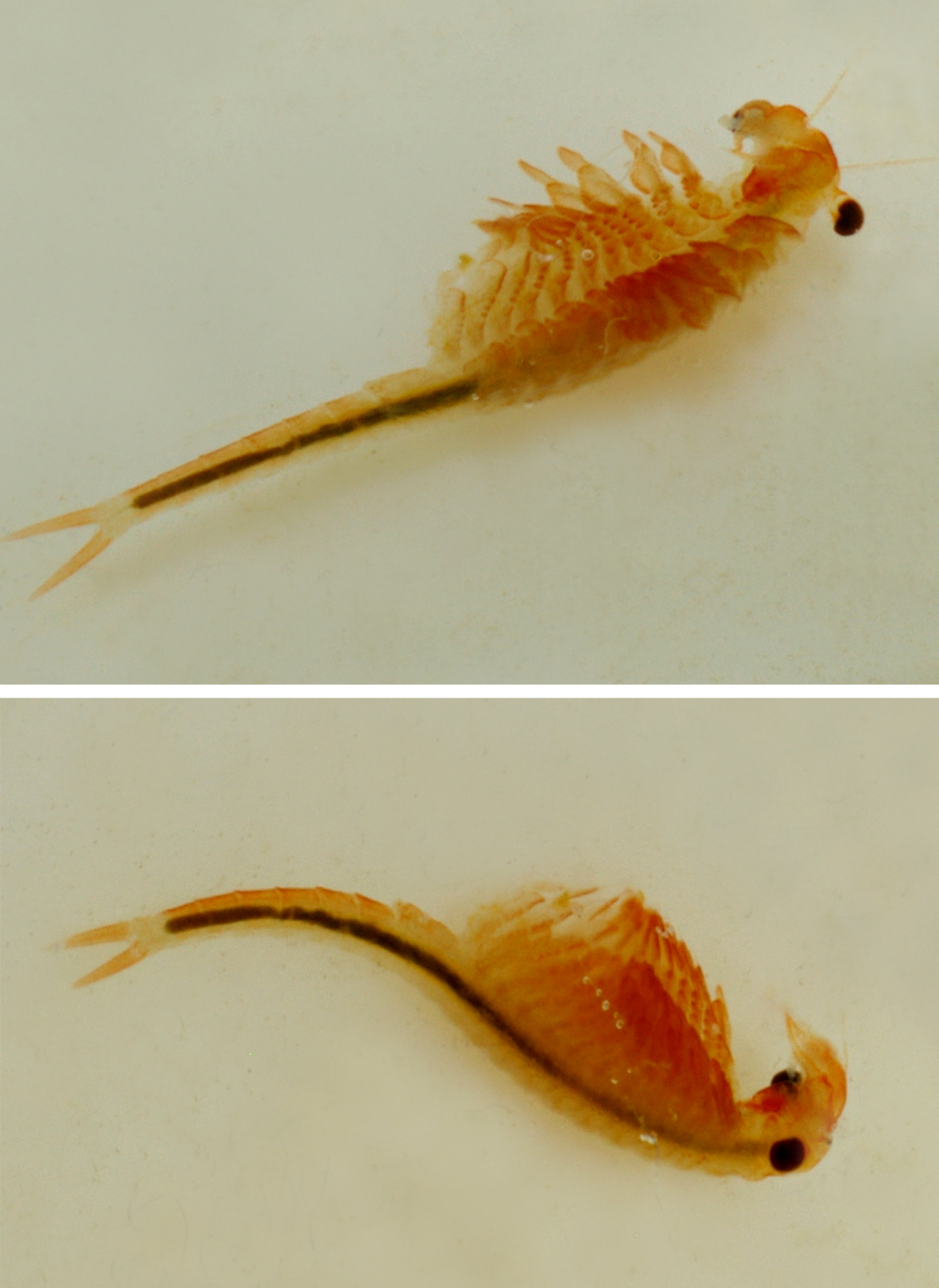
Frühjahrs-Feenkrebs (Eubranchipus grubii)

Unter anderem aufgrund des spezifischen Baus der Extremitäten und vor allem aufgrund der funktionellen Verbindung der Nahrungsaufnahme und Fortbewegung durch diese „Turgorextremitäten“ werden die Kiemenfüßer in die Kiemenfußkrebse (Branchiopoda) gestellt. Nach übereinstimmenden morphologischen und molekularen Untersuchungen bilden sie den basalsten Abzweig der Branchiopoda, mit allen anderen Kiemenfußkrebsen (zusammengefasst im Taxon Phyllopoda) als Schwestergruppe.
Als ältester unzweideutiger Vertreter der Kronengruppe der modernen Anostraca gilt Haltinnaias serrata aus der Fossillagerstätte Strud in Belgien, die ins Famennium (Oberdevon) gestellt wird und etwa 365 Millionen Jahre alt ist. Den Befunden nach lebte die Art, gemeinsam mit Vertretern der Notostraca und Spinicaudata in einem temporären Süßwassertümpel. Danach war die Morphologie und die Lebensweise der Anostraca bereits im Oberdevon vergleichbar zur heutigen.
Die über 300 wissenschaftlich beschriebenen Arten der Kiemenfüßer werden in folgende 8 Familien und 31 Gattungen eingeteilt:
- Artemiidae
  - Artemia Leach, 1819 (16 Arten weltweit, darunter der Salinenkrebs – Artemia salina  (*))
- Branchinectidae
  - Archaebranchinecta Rogers & Coronel, 2011 (2 Arten aus den Anden in Südamerika)[4]
  - Branchinecta Verrill, 1869 (53 Arten, darunter Branchinecta paludosa)
- Branchipodidae
  - Australobranchipus Rogers, Timms, Jocquè & Brendonck, 2007 (2 Arten aus Australien)
  - Branchipodopsis Sars, 1898 (24 Arten aus dem südlichen Afrika)
  - Branchipus Schaeffer, 1766 (9 Arten, darunter Echter Kiemenfuß – Branchipus schaefferi  (*))
  - Metabranchipus Masi, 1925 (3 Arten)
  - Pumilibranchipus Hamer & Brendonck, 1995 (1 Art)
  - Rhinobranchipus Brendonck, 1995 (1 Art)
- Chirocephalidae
  - Artemiopsis Sars, 1897 (3 Arten aus Nordamerika)
  - Branchinectella Daday, 1910 (2 Arten)
  - Chirocephalus Prévost, 1820 (58 Arten, darunter Chirocephalus diaphanus  (*))
  - Dexteria Brtek, 1965 (1 Art)
  - Drepanosurus Simon, 1886 (1 Art)
  - Eubranchipus Verrill, 1870 (21 Arten, darunter Frühjahrs-Feenkrebs – Eubranchipus (Siphonophanes) grubii  (*))
  - Linderiella Brtek, 1964 (6 Arten)
  - Parartemiopsis Rogers, 2005 (1 Art)
  - Polyartemia S.Fischer, 1851 (1 Art)
  - Polyartemiella Daday, 1910 (2 Arten)
- Parartemiidae
  - Parartema Sayce, 1903 (18 Arten aus Australien)
- Streptocephalidae
  - Streptocephalus Baird, 1852 (56 Arten, darunter Streptocephalus torvicornis  (*))
- Tanymastigidae
  - Tanymastigites Brtek, 1972 (5 Arten)
  - Tanymastix Simon, 1886 (4 Arten, darunter Tanymastix stagnalis  (*))
- Thamnocephalidae
  - Branchinella Sayce, 1903 (57 Arten weltweit)
  - Branchinellites Daday, 1910 (2 Arten)
  - Carinophallus Rogers, 2006
  - Dendrocephalus Daday, 1908 (19 Arten aus Süd- und Mittelamerika)
  - Phallocryptus Biraben, 1951 (3 Arten)
  - Podochirus Schwartz, 1917
  - Spiralifrons Dixon, 2010
  - Thamnocephalus Packard, 1877 (5 Arten aus Amerika)

## Weiterführende Literatur
- P. Ax: Das System der Metazoa II. Ein Lehrbuch der phylogenetischen Systematik. Gustav Fischer Verlag, 1999.
- H. E. Gruner: Klasse Crustacea. In H. E. Gruner (Hrsg.): Lehrbuch der Speziellen Zoologie, Band I, 4. Teil: Arthropoda (ohne Insecta). Gustav Fischer Verlag, 1993
- H. K. Schminke: Crustacea, Krebse. In Westheide, Rieger (Hrsg.): Spezielle Zoologie Teil 1: Einzeller und Wirbellose Tiere. Gustav Fischer Verlag, 1997
- D. Walossek: The Upper Cambrium Rehbachiella and the phylogeny of Branchiopoda and Crustacea. Fossils and Strata 32, 1993: 1–202